# Gonomyia (Gonomyia) vafra
Gonomyia (Gonomyia) vafra is een tweevleugelige uit de familie steltmuggen (Limoniidae). De soort komt voor in het Nearctisch gebied.